# Marc-André Bernier
Cet article possède un paronyme, voir Marc André Bernier.
Pour les articles homonymes, voir Bernier.
Marc-André Bernier (né le 5 février 1985 à Laval, dans la province de Québec au Canada) est un joueur professionnel canadien de hockey sur glace. Il évolue au poste d'ailier. Il est le frère de Jonathan Bernier, également joueur de hockey.

## Biographie

### Carrière junior
En 1999, cet attaquant débute aux Régents de Laval-Laurentides-Lanaudière dans la ligue Midget AAA. Il a alors pour coéquipier le centre François-Pierre Guénette. Les deux amis commencent leur carrière junior dans la Ligue de hockey junior majeur du Québec avec les Mooseheads d'Halifax deux ans plus tard. Disposant d'un faible temps de jeu, Bernier marque six assistances en 49 rencontres. Les Mooseheads s'inclinent en demi-finale d'association face aux Screaming Eagles du Cap-Breton. L'équipe remporte le trophée Robert-Lebel de l'équipe ayant encaissé la plus faible moyenne de buts alloués par match.
Lors de sa deuxième saison, Bernier participe avec l'équipe LHJMQ au Défi ADT Canada-Russie 2003. Il compte 58 points dont 29 buts en 67 parties. Régulier dans ses performances, il est gêné par une blessure au genou. Guénette avec 87 points et 40 buts est le meilleur pointeur et buteur des Mooseheads. Les Mooseheads s'inclinent en finale de la Coupe du président face aux Olympiques de Hull 4 victoires à 3. Bernier est choisi au cours du repêchage d'entrée 2003 dans la Ligue nationale de hockey par les Canucks de Vancouver en 3e ronde, en 60e position.
Le 4 juin 2004, les Mooseheads prêtent Bernier, Guénette et le défenseur Alexandre Picard aux Screaming Eagles du Cape Breton dans une transaction étalée sur un an et demi impliquant en retour un premier choix au repêchage d'entrée dans la LHJMQ 2004 (James Sheppard) pour les Screaming Eagles. Le 24 septembre 2004, il inscrit un but à son frère Jonathan. Il s'agit du premier but encaissé dans la Ligue de hockey junior majeur du Québec par Jonathan qui dispute là son premier match dans la ligue. Bernier prend part avec l'équipe LHJMQ au Défi ADT Canada-Russie 2004. Ils inscrit 50 points en 58 matchs. Avec 27 buts, il est le troisième buteur de la formation derrière Guénette et Michaël Tessier (respectivement 34 et 31 réalisations). Les Screaming Eagles possèdent le deuxième bilan de la saison régulière après les Olympiques de Gatineau et remportent le trophée Robert-Lebel. Malgré tout, ils se font éliminer 4-1 par les Saguenéens de Chicoutimi en quart de finale de la Coupe du Président.
Les trois joueurs Bernier, Guénette et Picard reviennent à Halifax en 2005. Bernier marque à nouveau 50 points et 27 buts en saison régulière, cette fois en 65 parties. Il est le troisième buteur de l'équipe derrière Daniel Sparre et Rane Carnegie. Les Mooseheads mènent la division Atlantique et décrochent le trophée Robert-Lebel. Ils parviennent jusqu'à la finale mais sont sèchement battus 4-0 par l'Océanic de Rimouski de Sidney Crosby. Le Québécois compte 11 points en 13 parties de séries éliminatoires.

### Ses débuts professionnels
En 2005, il passe joueur professionnel en s'alignant avec le club ferme des Canucks, le Moose du Manitoba dans la Ligue américaine de hockey. Il dispute son premier match professionnel le 7 octobre 2005 chez les Rivermen de Peoria. En cours de saison, il est assigné à l'Inferno de Columbia dans l'ECHL. Il marque son premier but le 28 décembre 2005 face aux Gladiators de Gwinnett. Il dispute seize matchs avec le Moose mais ne marque aucun point. L'équipe s'incline en quart de finale de la coupe Calder, mais Bernier n'est pas aligné durant les séries éliminatoires. Il compte 23 points en 43 parties avec l'Inferno qui ne se qualifie pas pour la post-saison.
Il entame sa deuxième saison avec le Moose. Il inscrit un but et une assistance en vingt et un matchs de Ligue américaine. Ce but est marqué le 24 novembre 2006 au cours d'une victoire 6-4 face aux Admirals de Milwaukee. Mais ne parvient pas à s'y imposer et est mis à disposition des Salmon Kings de Victoria. Le 27 janvier 2007, il célèbre son premier triplé face aux Condors de Bakersfield. Assorti d'une assistance, ces quatre points restent son meilleur total dans l'ECHL. Les Salmon Kings, troisièmes de la Division Ouest, tombent en huitièmes de finale de la Coupe Kelly face aux Aces de l'Alaska 4 victoires à 2. Bernier marque 33 points en 40 parties de saison régulière.
En 2007, il dispute une saison complète sous les couleurs de Salmon Kings. Guénette a rejoint les Aces de l'Alaska. Bernier compte 48 points en 59 parties. Avec 21 buts, il est le troisième buteur de l'équipe derrière les frères Goldie, Wes (42 buts) et Ash (40 buts). Premiers de la Division Ouest, l'équipe de Victoria est battue en quart-de-finale par les Grizzlies de l'Utah. Le Québécois inscrit un but victorieux en prolongation lors du match 3 du premier tour remporté 4 victoires à 2 face aux Condors de Bakersfield. Auteur de six buts, il est le meilleur buteur de l'équipe en série éliminatoires.
Le 12 août 2008, il signe un contrat avec les Oilers d'Edmonton et son club-école des Falcons de Springfield. Il participe au camp d'entraînement des Oilers avant d'être assigné aux Falcons mais après quelques matchs de présaison une blessure au ligament du genou met un terme à sa saison avant même d'avoir joué un match officiel.

### Les Diables Rouges de Briançon

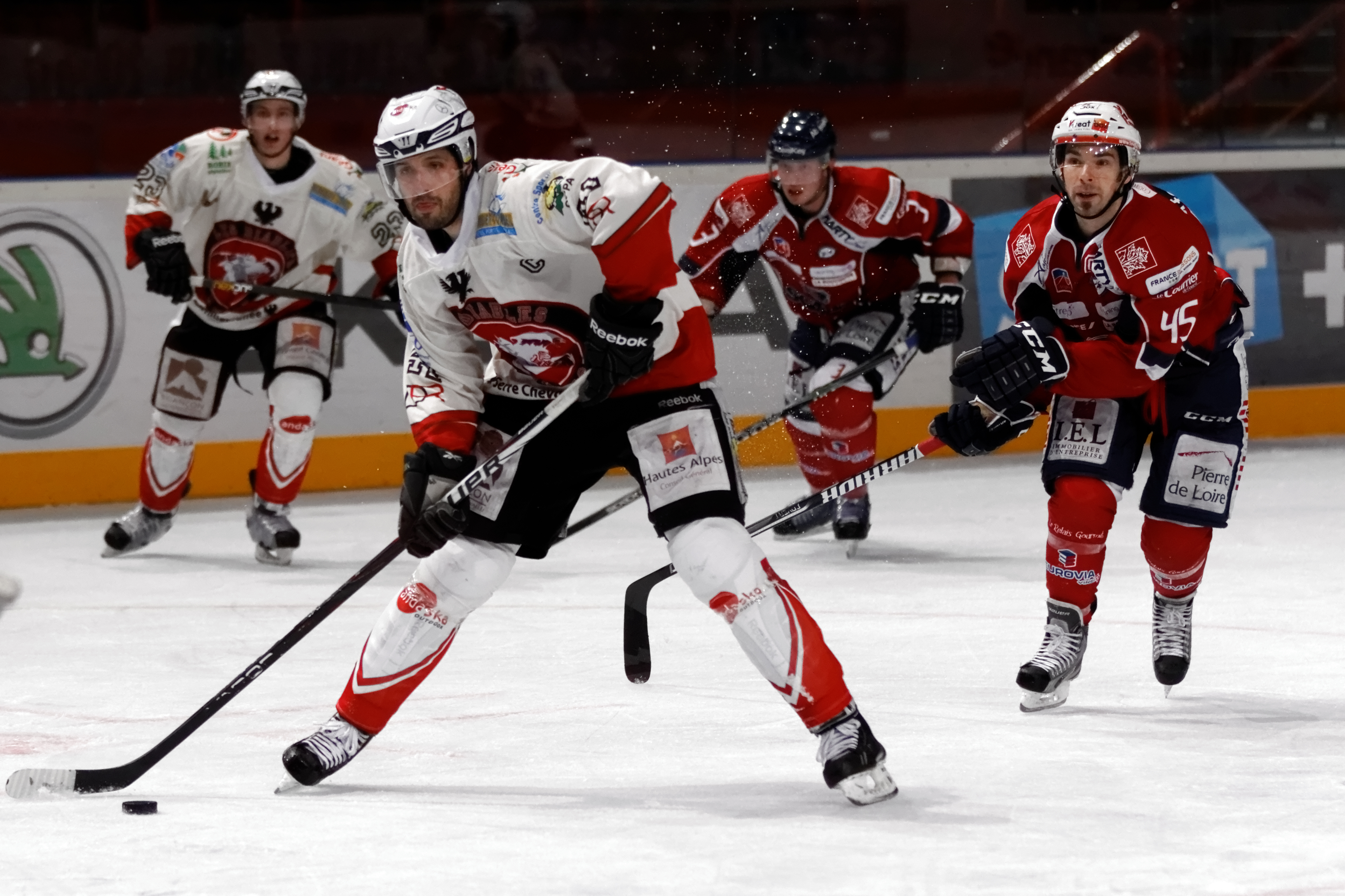
Bernier avec Briançon en 2013.

Après cette saison blanche, il décide de se relancer en Europe. Le club des Diables rouges de Briançon lui offre la possibilité de retrouver son compère Guénette qui évoluait la saison précédente au SG Pontebba dans la Serie A italienne. L'équipe est entraînée par Antoine Lucien Basile. L'entraîneur italo-canadien forme un trio composé de Bernier, Guénette au centre et Mickaël Pérez. Lors du premier match officiel de la saison, Grenoble bat les Diables Rouges 1-0 lors du Match des Champions à Mulhouse. Rouen vainqueur de la Coupe de la Ligue éliminent les diables rouges en demi-finale de la compétition. Le 31 janvier 2010, il est l'un des artisans de la victoire des Diables Rouges en finale de la Coupe de France 2010 contre Rouen 2-1 aux tirs au but au Palais omnisports de Paris-Bercy. Luc Tardif Jr. ouvre le score pour les dragons mais Bernier égalise et à l'issue des prolongations le score est d'un but partout. Après que le portier Ramón Sopko ait arrêté les trois tirs au but adverses, le capitaine Edo Terglav qui n'a quasiment pas joué du match pour cause de blessure décide de tenter sa chance. Il s'élance et parvient à déjouer Trevor Koenig. Il s'agit du premier titre majeur remporté par le club. En Ligue Magnus, l'équipe se classe deuxième de la saison régulière derrière Rouen. Avec 48 points, Bernier est le meilleur pointeur de l'équipe qu'il commande au chapitre des buts et des assistances. Il mène la ligue au nombre de buts marqués avec 27 filets. L'équipe est battue en demi-finale trois victoires à deux par les Ducs d'Angers. Les Diables Rouges ont remporté le trophée Marcel-Claret de l'équipe ayant le meilleur esprit sportif.
Lors de l'intersaison 2010-2011, le recrutement de Basile est terminé lors du mois de juin. Mais le club connaît de graves problèmes financiers qui remettent en cause sa pérennité. La Fédération française de hockey sur glace étudie les dossiers d'engagement les clubs pour la saison à venir. Le club des Diables Rouges, qui a accumulé une dette de 427 000 €, est contraint par la fédération de faire des sacrifices pour conserver sa place dans l'élite. L'ensemble des salaires sont baissés de 15 %. Basile décide de se séparer de l'attaquant Joni Lindlöf et le défenseur Craig Switzer des Wranglers de Las Vegas préfère finalement rester en Amérique du Nord et n'est pas remplacé. Malgré tout, le 26 juillet 2010, le club n'est pas validé en Ligue Magnus par la Commission Nationale de Suivi et de Contrôle de Gestion de la Fédération française de hockey sur glace après avoir refusé de signer les conditions d'admission pour jouer dans la ligue. Il est donc virtuellement rétrogradé en Division 3. Les joueurs sont alors autorisés à chercher un club ailleurs. Le 4 août 2010, le club décide de faire appel de la décision. La décision de l'appel est rendue le 18 août 2010 : Briançon est validé. La SAEMS des diables rouges s'engage à apurer le passif. L'équipe est autorisée à participer au championnat si elle paye les amendes dues au dépassement de la masse salariale lors des saisons précédentes. Le club est alors exclu de la Coupe de France 2010-2010 et du match des Champions. L'équipe est rajeunie et de nombreux joueurs quittent et nous rejoignent pas l'équipe. Guénette signe à Rouen et le défenseur Nicolas Dumoulin conseillé par Bernier à Basile ne rejoint pas l'équipe. Cependant, l'équipe réalise un beau parcours en Coupe de la Ligue avant de s'incliner en finale contre les Brûleurs de Loups de Grenoble 4-3. Début 2011, il est nommé capitaine en remplacement de Terglav, victime d'une rupture des ligaments croisés du genou. Le jeu de Bernier a évolué depuis sa première saison dans les Hautes-Alpes où son entente avec Guénette lui a permis d'être un buteur redoutable. Lors de sa deuxième saison, il devient plus complet dans le jeu avec la rondelle; il effectue également un gros travail défensif ne l'empêchant pas d'être parmi les meilleurs buteurs de la ligue. Ses partenaires de ligne sont Pérez, qui réalise sa saison la plus prolifique en points avec un total de 40 et le centre Damien Raux. Bernier marque 22 buts et 38 points. Briançon quatrième de la saison régulière est sorti trois victoires à une par Amiens en quart de finale. Bernier marque cinq points face aux Gothiques. Bernier est alors la priorité du recrutement 2011-2012 des dirigeants du club briançonnais. Il accepte de prolonger d'une saison l'aventure avec les Diables Rouges.
Durant le mois d'août, son frère Jonathan assiste au début du camp d'entraînement de l'équipe briançonnaise. Le gardien des Kings de Los Angeles entraîne les deux gardiens Aurélien Bertrand et le jeune espagnol Ander Alcaine qui n'a jamais évolué à ce niveau. Une autre recrue de l'équipe est le centre Éric Castonguay, coéquipier de Jonathan aux Maineiacs de Lewiston dans la LHJMQ. Durant la première partie de la saison 2011-2012, Bernier manque quelques matchs en raison d'une fracture au doigt. En Coupe de la ligue, les Diables Rouges, premiers de la poule D, éliminent ensuite Chamonix puis Rouen pour atteindre la finale de l'épreuve. Le match se dispute sur la glace de Méribel où ils comptent cinq défaites en finale de Coupe de la ligue et de Coupe de France. Après trois échecs à ce stade de la compétition, les Briançonnais l'emportent 4-1 face aux Pingouins de Morzine-Avoriaz. Bernier offre deux assistances.En Coupe de France, les rouges sont sortis 3-2 par Amiens en quart de finale après avoir battu Valence et Gap. L'année 2012 est plus difficile, ils terminent in extremis quatrièmes de la saison régulière de la ligue Magnus. Bernier marque douze buts, le deuxième total de l'équipe après les seize de Braden Walls. Il enregistre vingt-huit points, le troisième total des rouges après Éric Castonguay et Jean-François Caudron. Au complet, ils se font éliminer par Angers, qui compte cinq blessés, en quart de finale trois victoires à une. Bernier est le meilleur buteur et pointeur de l'équipe avec trois buts et cinq points.
En 2012-2013, Bernier est nommé capitaine des Diables rouges. L'équipe est éliminée en demi finale de coupe de la ligue par Angers. Elle évince Marseille, Morzine-Avoriaz, Dijon puis Grenoble 4-1 en demi-finale de Coupe de France. Lors de la finale au Palais omnisports de Paris-Bercy, Bernier ouvre le score et offre une assistance à Toby Lafrance. Briançon bat Angers 2-1 et Bernier lève la Coupe de France. En championnat, Briançon termine la saison régulière à la troisième place. Bernier marque vingt buts et vingt-trois assistances en vingt-six journées, les meilleurs totaux de son équipe et le cinquième de la ligue. L'équipe élimine Strasbourg en quatre matchs lors des quarts de finale. Futur champion de France, Rouen met fin à la saison des briançonnais trois victoires à une au stade des demi-finales. Bernier est le meilleur pointeur de son équipe avec quinze points.
Les briançonnais remportent le match des champions 2013 face à Rouen 4-2 avec un but en cage vide et une assistance de leur capitaine. En Coupe de France, les Diables rouges atteignent le stade des demi-finales où ils sont éliminés 2-4 face à Rouen. Briançon s'incline contre cette même équipe en demi-finale de Coupe de la Ligue. Bernier, blessé, manque, le 22 décembre 2013 le Winter Game, match de saison régulière disputé au Stade des Alpes et remporté 5-4 face à Grenoble. Bernier marque trente-six points en dix-huit matchs de saison régulière. Deuxièmes de la saison régulière, les briançonnais éliminent Villard-de-Lans trois matchs à un puis Dijon en quatre matchs secs. Lors de la finale, Ils affrontent Angers et s'imposent quatre victoires à trois. Lors du septième et dernier match, le 6 avril 2014, les Ducs mènent 1-0 grâce à Braden Walls à la patinoire René Froger. Les Diables rouges réagissent en supériorité numérique et l'emportent 5-1 avec un but et une assistance du Québécois. Bernier soulève la Coupe Magnus et Briançon décroche pour la première fois de son histoire le trophée récompensant le champion de France. Avec vingt-trois points, Bernier est le troisième pointeur des séries éliminatoires derrière ses partenaires de ligne Denny Kearney et David Labrecque.

## Trophées et honneurs personnels
- Ligue Magnus
  - 2009-2010 : élu dans la sélection des meilleurs joueurs étrangers.
  - 2009-2010 : meilleur buteur de la saison régulière.
  - 2012-2013 : nommé meilleur joueur étranger par le journal L'Équipe[35].

## Statistiques
| Saison    | Équipe                                  | Ligue        |    | Saison régulière | Saison régulière | Saison régulière | Saison régulière | Saison régulière |   | Séries éliminatoires | Séries éliminatoires | Séries éliminatoires | Séries éliminatoires | Séries éliminatoires |
| Saison    | Équipe                                  | Ligue        | PJ | B                | A                | Pts              | Pun              | PJ               | B | A                    | Pts                  | Pun                  |                      |                      |
| 1999-2000 | Régents de Laval-Laurentides-Lanaudière | Midget AAA   | 15 | 2                | 3                | 5                | 10               | 9                | 1 | 0                    | 1                    | 2                    |                      |                      |
| 2000-2001 | Régents de Laval-Laurentides-Lanaudière | Midget AAA   | 26 | 6                | 12               | 18               | 16               | 8                | 3 | 2                    | 5                    | 6                    |                      |                      |
| 2001-2002 | Mooseheads d'Halifax                    | LHJMQ        | 49 | 0                | 6                | 6                | 20               | 2                | 0 | 0                    | 0                    | 0                    |                      |                      |
| 2002-2003 | Mooseheads d'Halifax                    | LHJMQ        | 67 | 29               | 29               | 58               | 43               | 21               | 9 | 8                    | 17                   | 8                    |                      |                      |
| 2003-2004 | Screaming Eagles du Cap-Breton          | LHJMQ        | 58 | 27               | 23               | 50               | 27               | 5                | 1 | 3                    | 4                    | 2                    |                      |                      |
| 2003      | Équipe LHJMQ                            | Défi ADT     | 2  | 0                | 0                | 0                | 0                |                  |   |                      |                      |                      |                      |                      |
| 2004-2005 | Mooseheads d'Halifax                    | LHJMQ        | 65 | 27               | 23               | 50               | 51               | 12               | 4 | 5                    | 9                    | 8                    |                      |                      |
| 2004      | Équipe LHJMQ                            | Défi ADT     | 2  | 0                | 1                | 1                | 2                |                  |   |                      |                      |                      |                      |                      |
| 2005-2006 | Moose du Manitoba                       | LAH          | 16 | 0                | 0                | 0                | 7                |                  |   |                      |                      |                      |                      |                      |
| 2005-2006 | Inferno de Columbia                     | ECHL         | 44 | 6                | 17               | 23               | 34               |                  |   |                      |                      |                      |                      |                      |
| 2006-2007 | Moose du Manitoba                       | LAH          | 23 | 1                | 1                | 2                | 16               |                  |   |                      |                      |                      |                      |                      |
| 2006-2007 | Salmon Kings de Victoria                | ECHL         | 40 | 18               | 15               | 33               | 32               | 6                | 1 | 1                    | 2                    | 8                    |                      |                      |
| 2007-2008 | Salmon Kings de Victoria                | ECHL         | 59 | 21               | 27               | 48               | 32               | 11               | 6 | 0                    | 6                    | 6                    |                      |                      |
|           |                                         |              |    |                  |                  |                  |                  |                  |   |                      |                      |                      |                      |                      |
| 2009      | Diables rouges de Briançon              | MdC          | 1  | 0                | 0                | 0                | 0                |                  |   |                      |                      |                      |                      |                      |
| 2009-2010 | Diables rouges de Briançon              | Ligue Magnus | 25 | 27               | 21               | 48               | 24               | 9                | 4 | 4                    | 8                    | 6                    |                      |                      |
| 2009-2010 | Diables rouges de Briançon              | CdF          | 5  | 3                | 3                | 5                | 6                |                  |   |                      |                      |                      |                      |                      |
| 2009-2010 | Diables rouges de Briançon              | CdlL         | 5  | 4                | 4                | 8                | 6                |                  |   |                      |                      |                      |                      |                      |
| 2010-2011 | Diables rouges de Briançon              | Ligue Magnus | 25 | 23               | 16               | 39               | 22               | 4                | 1 | 4                    | 5                    | 2                    |                      |                      |
| 2010-2011 | Diables rouges de Briançon              | CdlL         | 6  | 4                | 5                | 9                | 12               | 4                | 5 | 2                    | 7                    | 2                    |                      |                      |
| 2011-2012 | Diables rouges de Briançon              | Ligue Magnus | 23 | 12               | 16               | 28               | 24               | 4                | 3 | 2                    | 5                    | 2                    |                      |                      |
| 2011-2012 | Diables rouges de Briançon              | CdF          | 2  | 1                | 1                | 2                | 2                | -                | - | -                    | -                    | -                    |                      |                      |
| 2011-2012 | Diables rouges de Briançon              | CdlL         | 6  | 5                | 4                | 9                | 10               | 3                | 2 | 3                    | 5                    | 0                    |                      |                      |
| 2012-2013 | Diables rouges de Briançon              | Ligue Magnus | 26 | 20               | 23               | 43               | 38               | 8                | 6 | 9                    | 15                   | 18                   |                      |                      |
| 2012-2013 | Diables rouges de Briançon              | CdF          | 5  | 7                | 5                | 12               | 12               | -                | - | -                    | -                    | -                    |                      |                      |
| 2012-2013 | Diables rouges de Briançon              | CdlL         | 6  | 4                | 11               | 15               | 6                | 4                | 0 | 1                    | 1                    | 8                    |                      |                      |
| 2013      | Diables rouges de Briançon              | MdC          | 1  | 1                | 1                | 2                | 2                | -                | - | -                    | -                    | -                    |                      |                      |
| 2013-2014 | Diables rouges de Briançon              | CdlL         | 5  | 4                | 3                | 7                | 2                | 2                | 0 | 5                    | 5                    | 6                    |                      |                      |
| 2013-2014 | Diables rouges de Briançon              | CdF          | -  | -                | -                | -                | -                | 2                | 2 | 2                    | 4                    | 2                    |                      |                      |
| 2013-2014 | Diables rouges de Briançon              | Ligue Magnus | 18 | 16               | 20               | 36               | 16               | 15               | 8 | 15                   | 23                   | 14                   |                      |                      |
| 2014      | Diables rouges de Briançon              | MdC          | 1  | 1                | 0                | 1                | 0                | -                | - | -                    | -                    | -                    |                      |                      |
| 2014-2015 | Diables rouges de Briançon              | LdC          | 6  | 2                | 2                | 4                | 6                | -                | - | -                    | -                    | -                    |                      |                      |
| 2014-2015 | Diables rouges de Briançon              | CdlL         | 4  | 2                | 2                | 4                | 2                | -                | - | -                    | -                    | -                    |                      |                      |
| 2014-2015 | Diables rouges de Briançon              | CdF          | -  | -                | -                | -                | -                | 4                | 5 | 3                    | 8                    | 0                    |                      |                      |
| 2014-2015 | Diables rouges de Briançon              | Ligue Magnus | 26 | 9                | 13               | 22               | 24               | 8                | 4 | 5                    | 9                    | 4                    |                      |                      |
| 2015-2016 | Rapaces de Gap                          | Ligue Magnus | 24 | 13               | 16               | 29               | 8                | 11               | 5 | 6                    | 11                   | 6                    |                      |                      |
| 2016-2017 | Rapaces de Gap                          | Ligue Magnus | 41 | 19               | 24               | 43               | 20               | 12               | 5 | 5                    | 10                   | 6                    |                      |                      |
| 2017-2018 | Éperviers de Sorel-Tracy                | LNAH         | 29 | 8                | 13               | 21               | 20               | 4                | 3 | 1                    | 4                    | 2                    |                      |                      |